# Gerichtsreferendar
Ein Gerichtsreferendar ist ein Jurist mit dem ersten juristischen Staatsexamen, der sein Referendariat (den praktischen Teil der Juristenausbildung) bei Gericht absolviert.
Bis ins 19. Jahrhundert wurde auch der Begriff Auskultator (von lat. auscultator: Zuhörer; manchmal auch „Auskulator“ geschrieben, vor allem österreichisch „Auskultant“) verwendet, mit dem die passive, vom Lernen durch Zuhören bestimmte erste Phase eines Referendariats gemeint war.
Heute werden die Bezeichnungen (Rechts-)Referendar bzw. (Rechts-)Referendarin verwendet.